# Les Mesnuls
Les Mesnuls és un municipi francès, situat al departament d'Yvelines i a la regió de Illa de França. L'any 2007 tenia 879 habitants.
Forma part del cantó d'Aubergenville, del districte de Rambouillet i de la Comunitat de comunes Cœur d'Yvelines.

## Demografia

### Població
El 2007 la població de fet de Les Mesnuls era de 879 persones. Hi havia 336 famílies, de les quals 76 eren unipersonals (28 homes vivint sols i 48 dones vivint soles), 92 parelles sense fills, 136 parelles amb fills i 32 famílies monoparentals amb fills.
La població ha evolucionat segons el següent gràfic:
Habitants censats

### Habitatges
El 2007 hi havia 416 habitatges, 341 eren l'habitatge principal de la família, 56 eren segones residències i 18 estaven desocupats. 402 eren cases i 12 eren apartaments. Dels 341 habitatges principals, 282 estaven ocupats pels seus propietaris, 34 estaven llogats i ocupats pels llogaters i 25 estaven cedits a títol gratuït; 3 tenien una cambra, 20 en tenien dues, 39 en tenien tres, 55 en tenien quatre i 224 en tenien cinc o més. 293 habitatges disposaven pel capbaix d'una plaça de pàrquing. A 135 habitatges hi havia un automòbil i a 193 n'hi havia dos o més.

### Piràmide de població
La piràmide de població per edats i sexe el 2009 era:
| Homes | Edats   | Dones |
| ----- | ------- | ----- |
| 0     | 95 o +  | 0     |
| 0     | 90 a 94 | 4     |
| 12    | 85 a 89 | 8     |
| 4     | 80 a 84 | 8     |
| 4     | 75 a 79 | 8     |
| 20    | 70 a 74 | 24    |
| 20    | 65 a 69 | 8     |
| 24    | 60 a 64 | 28    |
| 24    | 55 a 59 | 16    |
| 36    | 50 a 54 | 28    |
| 36    | 45 a 49 | 40    |
| 36    | 40 a 44 | 52    |
| 36    | 35 a 39 | 36    |
| 20    | 30 a 34 | 32    |
| 24    | 25 a 29 | 20    |
| 16    | 20 a 24 | 12    |
| 52    | 15 a 19 | 32    |
| 40    | 10 a 14 | 64    |
| 16    | 5 a 9   | 44    |
| 20    | 0 a 4   | 12    |

## Economia
El 2007 la població en edat de treballar era de 582 persones, 401 eren actives i 181 eren inactives. De les 401 persones actives 374 estaven ocupades (203 homes i 171 dones) i 27 estaven aturades (9 homes i 18 dones). De les 181 persones inactives 55 estaven jubilades, 65 estaven estudiant i 61 estaven classificades com a «altres inactius».

### Ingressos
El 2009 a Les Mesnuls hi havia 330 unitats fiscals que integraven 887,5 persones, la mediana anual d'ingressos fiscals per persona era de 33.278 €.

### Activitats econòmiques
Dels 55 establiments que hi havia el 2007, 1 era d'una empresa alimentària, 1 d'una empresa de fabricació de material elèctric, 3 d'empreses de fabricació d'altres productes industrials, 3 d'empreses de construcció, 7 d'empreses de comerç i reparació d'automòbils, 1 d'una empresa de transport, 4 d'empreses d'hostatgeria i restauració, 2 d'empreses d'informació i comunicació, 3 d'empreses financeres, 1 d'una empresa immobiliària, 21 d'empreses de serveis, 2 d'entitats de l'administració pública i 6 d'empreses classificades com a «altres activitats de serveis».
Dels 7 establiments de servei als particulars que hi havia el 2009, 1 era un paleta, 2 lampisteries, 1 perruqueria, 2 restaurants i 1 saló de bellesa.
Dels 3 establiments comercials que hi havia el 2009, 2 eren botiges de menys de 120 m² i 1 una botiga de menys de 120 m².

## Equipaments sanitaris i escolars
El 2009 hi havia una escola elemental.

## Poblacions més properes
El següent diagrama mostra les poblacions més properes.